# Acanthorrhynchium microcarpum
Acanthorrhynchium microcarpum är en bladmossart som beskrevs av Brotherus 1925. Acanthorrhynchium microcarpum ingår i släktet Acanthorrhynchium och familjen Sematophyllaceae. Inga underarter finns listade i Catalogue of Life.